# Network of East-West Women
Network of East-West Women, zkráceně NEWW, bylo mezinárodní sdružení pro spolupráci žen působící ve střední a východní Evropě, v zemích bývalého Sovětského svazu a USA. NEWW mělo status zvláštního poradce Hospodářské a sociální komise OSN a sdružovalo několik desítek organizací a přes sto lidí ze 30 evropských zemí, zemí bývalého Sovětského svazu a USA.
Cílem sítě bylo propojovat ženy napříč národními a regionálními hranicemi za účelem sdílení znalostí, zdrojů i dovedností, upozorňovat na genderové aspekty transformace post-socialistických společností a navzájem se obohacovat v akademickém bádání.
V čele NEWW stala  Mezinárodní rada složená z 20 žen z 12 zemí střední a východní Evropy, bývalého SSSR a USA. Složení Rady bylo každoročně obměňováno.

## Historie NEWW
Sdružení bylo založeno v červnu 1991 v Dubrovníku na zakládajícím setkání na téma Jak se mohou zájmy a problémy žen stát součástí procesu obrody občanské společnosti v postkomunistických zemích? Mottem se stal citát chorvatské feministky Slavenky Drakulić: „Demokracie bez žen není demokracie“.
V letech 1994 až 1997 NEWW založila první ženskou elektronickou komunikační síť NEWW On-Line. Ta provozovala mailing listy, skrze něž probíhala výměna informací a navazování spolupráce. Tuto komunikaci koordinovala na začátku Lenka Simerská.
V květnu 2004 se hlavní kancelář NEWW přestěhovala z Washingtonu do Gdaňsku.

## Role NEWW v České republice
Síť měla zásadní vliv na rozvoj genderových studií v Česku v samých začátcích a také na šíření feministické agendy. Organizace Gender Studies, o.p.s., byla důležitou součástí sítě, což jí umožnilo vytvořit základ knižního fondu své knihovny. Jednalo se o knižní dary jedné ze zakladatelek NEWW, akademičky Ann Snitow.

## Projekty NEWW
- gender mainstreaming;
- koordinace ženské informační sítě NEWW On-line;
- mezinárodní a regionální projekty, organizace setkání a konferencí podporujících účast žen ve společenském a politickém životě;
- grantové a stipendijní programy pro ženy v zemích střední a východní Evropy a v zemích bývalého Sovětského svazu;
- školení pro ženy;
- bezplatná právní a psychologická pomoc;
- publikace o zdraví žen, ženách a ekonomice a o násilí na ženách.